# Михайлове чудо (гурт)

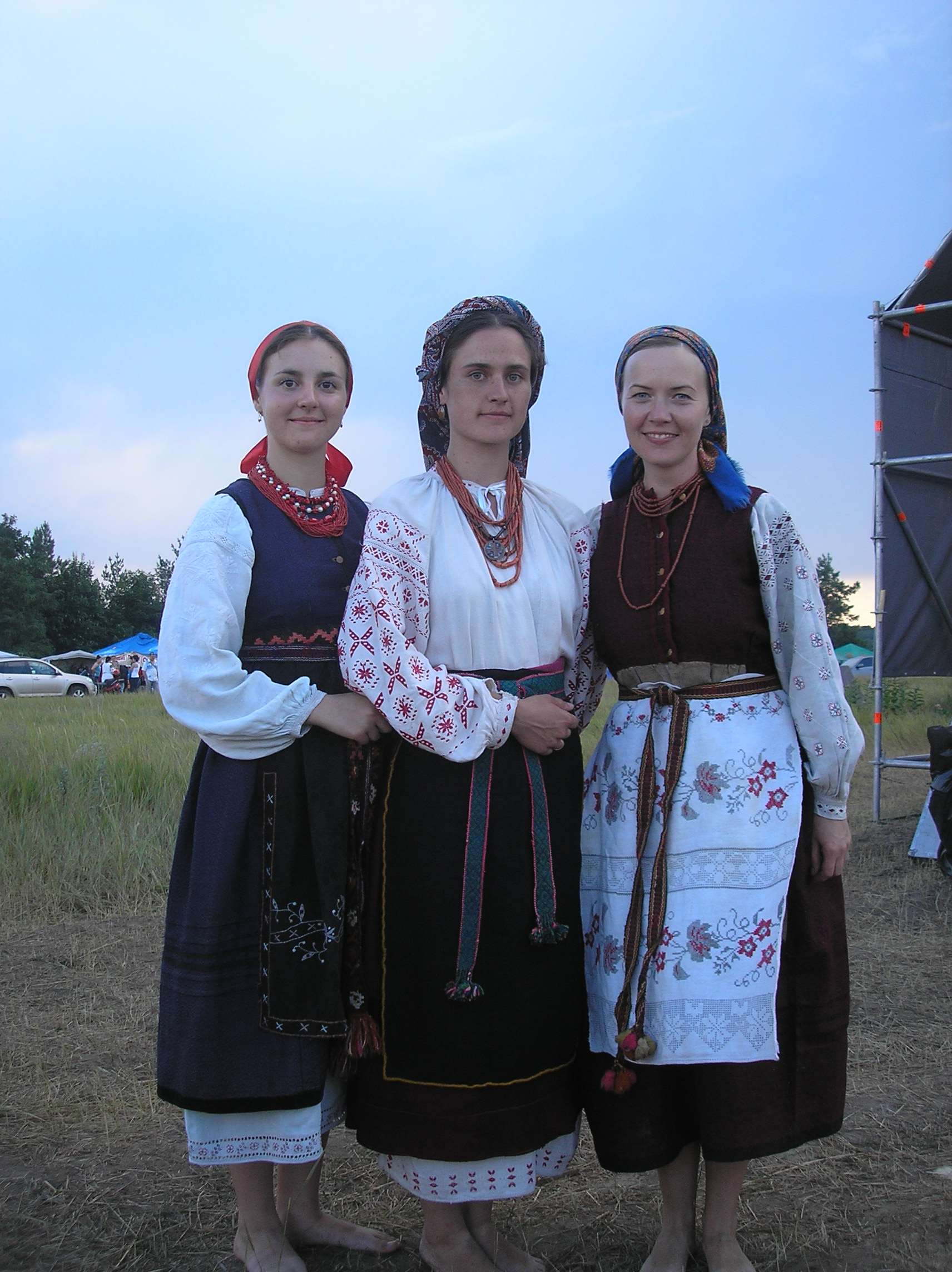
Гурт «Михайлове чудо» на фестивалі «Трипільське коло»

«Михайлове чудо» — український музичний гурт, який виконує в автентичній манері народні пісні Чернігівщини. 
Гурт засновано у 2008 році, в складі ансамблю п'ять учасниць, всі мають вищу музичну освіту, керівник — Ірина Данилейко. Гурт був учасником фольклорних та ентографічних фестивалів «Країна мрій», «Трипільське коло», «Жнива-2009. Сніп». 
Лауреати другої премії за напрямком "гуртовий спів" фестивалю "Червона рута — 2011".